# زايبه
زايبه Zijpe  هي بلدية سابقة في هولندا، بمقاطعة شمال-هولندا. في عام 2013 تم دمجها مع بلدية سخاخن وHarenkarspel في بلدية جديدة تسمى سخاخن.